# Coenosia penicullicauda
Coenosia penicullicauda är en tvåvingeart som beskrevs av Xue och Wang 2008. Coenosia penicullicauda ingår i släktet Coenosia och familjen husflugor.
Artens utbredningsområde är Yunnan (Kina). Inga underarter finns listade i Catalogue of Life.